# Paul Bernier
Paul Bernier (Québec, 18 gennaio 1906 – Roma, 21 novembre 1964) è stato un arcivescovo cattolico canadese.

## Biografia
Paul Bernier nacque a Québec il 18 gennaio 1906. Suo padre era l'organista della basilica-cattedrale di Notre-Dame de Québec mentre suo fratello Conrad fu docente all'Università Cattolica d'America a Washington.

### Formazione e ministero sacerdotale
Compì gli studi per il sacerdozio nel seminario locale e conseguì la laurea nel 1924, la licenza in filosofia nel 1925 e il dottorato in teologia nel 1928.
Il 17 giugno 1928 fu ordinato presbitero dal cardinale Felix-Raymond-Marie Rouleau per l'arcidiocesi di Québec nella cappella della sua residenza. In seguito fu cancelliere arcivescovile, vicepresidente del tribunale ecclesiastico, segretario della sezione francese della Pontificia Unione Missionaria, professore all'Università di Laval dal 1939 al 1947 e presidente del Comitato Interamericano per la Radiodiffusione dal 1942 al 1947.
Nel 1947 entrò a far parte dello staff della Segreteria di Stato della Santa Sede e al momento della nomina episcopale era incaricato d'affari della nunziatura apostolica a Panama.

### Ministero episcopale
Il 7 agosto 1952 papa Pio XII lo nominò arcivescovo titolare di Laodicea di Siria e nunzio apostolico in Costa Rica e a Panama. Ricevette l'ordinazione episcopale il 12 settembre successivo nella basilica-cattedrale di Notre-Dame de Québec dal cardinale James Charles McGuigan, arcivescovo metropolita di Toronto, co-consacranti l'arcivescovo metropolita di Québec Maurice Roy e quello di Ottawa Alexandre Vachon. Fu il primo nunzio apostolico canadese.
Il 21 maggio 1955 in Costa Rica fu sostituito da Giuseppe Maria Sensi. Il 22 dicembre 1953 aveva lasciato la nunziatura alle cure dell'incaricato d'affari Egano Righi-Lambertini.
Il 9 settembre 1957 lo stesso papa Pio XII lo nominò arcivescovo-vescovo di Gaspé. Tra il 1959 e il 1960 fu il primo presidente eletto francofono della Conferenza dei vescovi cattolici del Canada.
Il 21 novembre 1964, poco prima dell'inizio della riunione conclusiva della terza sessione del Concilio Vaticano II fu colpito da un attacco di cuore. Venne trasportato al punto di primo soccorso della basilica di San Pietro in Vaticano e poi ricoverato in un vicino ospedale, dove morì mezz'ora dopo. Aveva 58 anni. Papa Paolo VI guidò le preghiere in suo suffragio quando venne annunciata la sua morte al termine dell'incontro. È sepolto nel cimitero di Gaspé.

## Opere
- De patrimonio paroeciali. Pars prior, De patriomonio paroeciali in iure canonico, Québec, 1938,  p. 162.
- La situation présente du catholicisme au Canada, Montréal, L'Ecole Sociale Populaire, 1946,  p. 19.

## Genealogia episcopale e successione apostolica
La genealogia episcopale è:
- Cardinale Scipione Rebiba
- Cardinale Giulio Antonio Santori
- Cardinale Girolamo Bernerio, O.P.
- Arcivescovo Galeazzo Sanvitale
- Cardinale Ludovico Ludovisi
- Cardinale Luigi Caetani
- Cardinale Ulderico Carpegna
- Cardinale Paluzzo Paluzzi Altieri degli Albertoni
- Papa Benedetto XIII
- Papa Benedetto XIV
- Papa Clemente XIII
- Cardinale Bernardino Giraud
- Cardinale Alessandro Mattei
- Cardinale Pietro Francesco Galleffi
- Cardinale Giacomo Filippo Fransoni
- Cardinale Carlo Sacconi
- Cardinale Edward Henry Howard
- Cardinale Casimiro Gennari
- Arcivescovo Peregrin-François Stagni
- Arcivescovo Henry Joseph O'Leary
- Cardinale James Charles McGuigan
- Arcivescovo Paul Bernier

La successione apostolica è:
- Arcivescovo Rubén Odio Herrera (1952)
- Vescovo Delfín Quesada Castro (1955)
- Arcivescovo Tomás Alberto Clavel Méndez (1955)
- Vescovo Jesús Serrano Pastor, C.M.F. (1956)